# 岡田機外
岡田 機外（おかだ きがい、明治6年（1873年）5月15日 - 昭和24年（1949年）5月）は、日本の俳人。本名は鉄蔵。

## 略歴
鳥取県法美郡宇倍野村奥谷（現鳥取市国府町奥谷）に、秋田治三郎の二男として生まれる。
明治20年（1887年）、気多郡鷲峰村（現鳥取市鹿野町鷲峰）の岡田権九郎の養子となる。
明治21年（1888年）から俳句を始め、明治24年（1891年）に俳誌「鹿野苑」を創刊。明治25年（1892年）には上京し、阿心庵永機に師事して華峰庵機外と号した。
明治27年（1894年）に立机を許され、その後、俳誌「稲葉の光」を創刊したり、鷲峰吟社を主催するなど、数多くの俳誌の選者として全国的に活躍した。また、二一会、さくら会、吹雪会などのグループを指導し、その門人は3,000人といわれた。
昭和24年（1949年）死去。77歳。

## 参考資料
- 鳥取県大百科事典（新日本海新聞社）
- 鳥取市人物誌 きらめく120人（鳥取市）